# Wiring
Wiring é uma plataforma de prototipagem eletrônica de hardware livre composta por uma linguagem de programação, um ambiente de desenvolvimento integrado (IDE) e um microcontrolador de placa única. O sistema foi criado junto a designers e artistas de forma que usuários avançados, intermediários e iniciantes ao redor do mundo pudessem compartilhar suas ideias, conhecimentos e experiências coletivamente.
Wiring permite escrever programas para controlar aparelhos conectados a ele e assim criar todo o tipo de objetos interativos, correspondendo a experiência do usuário atravês do mundo físico. Com poucas linhas de código, por exemplo, é possível conectar-se a alguns componentes eletrônicos e observar a intensidade de uma luz variando conforme a distância que alguém chega a ela.
O projeto foi iniciado em 2003 por Hernando Barragán através do Interaction Design Institute Ivrea, Itália. Atualmente se desenvolve na Escola de Arquitetura e Design da Universidade de Los Andes, em Bogotá, Colômbia. Construído sobre o Processing, um projeto aberto de Casey Reas e Benjamin Fry, sua linguagem foi desenvolvida com a ajuda do Grupo de Computação e Estética da MIT Media Lab.